# Janovce
Janovce (Hongaars: Bércalja) is een Slowaakse gemeente in de regio Prešov, en maakt deel uit van het district Bardejov.
Janovce telt 431 inwoners.